# Mehmetia retrorsa
Mehmetia retrorsa là một loài ruồi trong họ Tachinidae.